# Borja Pérez
Francisco José Borja Pérez Peñas Díaz Mauriño, conosciuto come Borja Pérez o più semplicemente Borja (Madrid, 1º aprile 1982), è un ex calciatore spagnolo, di ruolo attaccante.